# Molophilus platyphallus
Molophilus platyphallus är en tvåvingeart som beskrevs av Alexander 1942. Molophilus platyphallus ingår i släktet Molophilus och familjen småharkrankar.
Artens utbredningsområde är Ecuador. Inga underarter finns listade i Catalogue of Life.